# المسرح الإفريقي (الحرب العالمية الأولى)
يصف المسرح الأفريقي في الحرب العالمية الأولى الحملات في شمال أفريقيا التي حرضت عليها الإمبراطوريات الألمانية والعثمانية، والتمردات المحلية في وجه الحكم الاستعماري الأوروبي وحملات قوات الحلفاء في وجه المستعمرات الألمانية في الكاميرون الألمانية، وتوغولاند، وجنوب غرب أفريقيا الألمانية وشرق أفريقيا الألمانية. حاربت قوات الحماية الألمانية الحملات، وحركات المقاومة المحلية وقوات الإمبراطورية البريطانية، وقوات فرنسا، وإيطاليا، وبلجيكا والبرتغال.

## الخلفية

### السياق الاستراتيجي
تم الاستيلاء على المستعمرات الألمانية في أفريقيا في ثمانينيات القرن التاسع عشر ولم يُدافع عنها جيدًا. كما كانت محاطة بأراضي تسيطر عليها بريطانيا وفرنسا وبلجيكا والبرتغال. كانت القوات العسكرية الاستعمارية في أفريقيا صغيرة نسبيًا، وسيئة التجهيز وأُنشئت للحفاظ على النظام الداخلي، بدلًا من تنفيذ عمليات عسكرية ضد القوات الاستعمارية الأخرى. شُنت معظم وسائل الحرب الأوروبية في أفريقيا خلال القرن التاسع عشر في وجه المجتمعات الأفريقية لاستعباد الناس ولاحقًا لغزو الأراضي. نص مؤتمر برلين عام 1884 على أن تكون المستعمرات الأوروبية في أفريقيا محايدة في حال اندلاع الحرب في أوروبا، في عام 1914 لم تخطط أي من القوى الأوروبية لتحدي خصومها للسيطرة على المستعمرات الخارجية. عندما وصلت أخبار اندلاع الحرب إلى المستعمرين الأوروبيين في أفريقيا، قوبلت بالحماس في عواصم الدول التي حافظت على المستعمرات. ناقشت هيئات التحرير في صحيفة إيست أفريكان ستاندرد في 22 أغسطس، أنه لا ينبغي أن يحارب الأوروبيون في أفريقيا بعضهم بعضًا، بل أن يتعاونوا عوضًا عن ذلك، للحفاظ على قمع السكان الأصليين. لم تكن الحرب تصب في مصالح المستعمرين البيض بسبب قلة عددهم، وكانت العديد من الفتوحات الأوروبية حديثة وغير مستقرة وتعمل من خلال هياكل القوى المحلية القائمة، كما أن تنظيم الإمكانات الاقتصادية الأفريقية لتحقيق الربح الأوروبي لم يبدأ إلا مؤخرًا.
في بريطانيا، عُينت اللجنة الفرعية الهجومية التابعة للجنة الدفاع الإمبراطوري في 5 أغسطس ووضعت مبدأ يقضي بضمان قيادة البحار، وأن لا يُنظر في الاهداف إلا إذا أمكن تحقيقها مع القوات المحلية وإذا ساعد الهدف على إعطاء الأولوية للحفاظ على الاتصالات البحرية البريطانية مع إعادة مواقع الجيش البريطاني في الخارج إلى أوروبا في «تجمع إمبراطوري». اعتُبرت الهجمات على محطات الفحم والمحطات اللاسلكية الألمانية مهمة لتطهير البحار من الغارات التجارية الألمانية. اعتُبرت الأهداف في لوديريتز باي، وندهوك، وداولا، ودار السلام في أفريقيا، ومحطة لاسلكية ألمانية في توغولاند، بجوار مستعمرة جولد كوست البريطانية في خليج غينيا، عرضة للهجوم من قبل المحليين أو القوى المتحالفة معهم، ما أسفر عن حصار تسينغتاو.

## شمال أفريقيا

### حرب زيان 1914 - 1921
بُذلت محاولات من قبل ألمانيا والعثمانيين للتأثير على الأوضاع في المستعمرات الفرنسية عن طريق تآمرها مع الزعماء الذين طُردوا من قبل الفرنسيين. تسامحت السلطات الإسبانية في المنطقة بشكل غير رسمي بتوزيع الدعاية والمال لكنها أحبطت مؤامرة ألمانية لتهريب 5000 بندقية و 500,000 رصاصة عبر إسبانيا. حافظت المنظمة الخاصة في تركيا (تشكيلات مخصوصة) على عدة وكلاء في شمال أفريقيا وكان لديها اثنين فقط في المغرب. كانت حرب زيان بين فرنسا وقبائل زيان من الأمازيغ في المغرب الفرنسية بين عامي 1914 و 1921. أصبحت المغرب محمية فرنسية عام 1912 ومدد الجيش الفرنسي النفوذ الفرنسي باتجاه الشرق من خلال جبال الأطلس المتوسط نحو الجزائر الفرنسية. كانت قبائل الزيان بقيادة محمد بن حمو الزياني، الذي سرعان ما فقد مدينتي تازة وخنيفرة لكنه تمكن من إلحاق عدة إصابات بالفرنسيين، الذين ردوا عن طريق إنشاء فرق جوّالة، وتشكيلات الجمع بين الأسلحة بمجموعات المشاة النظامية وغير النظامية، وسلاح الفرسان والمدفعية. بحلول عام 1914، كان للفرنسيين 80,000 جندي في المغرب، لكن سُحب ثلثيهم من 1914 إلى 1915 للخدمة في فرنسا وفي معركة الهري (13 نوفمبر 1914) قُتل أكثر من 600 جندي فرنسي. أعاد الحاكم هوبير ليوطي تنظيم قواته واتبع السياسة العامة بدلًا من الدفاع السلبي. استعاد الفرنسيون معظم الأراضي المفقودة، على الرغم من الدعم الاستخباراتي والمالي المقدم من القوى المركزية إلى اتحاد زيان والغارات التي تسببت في خسائر للفرنسيين عندما كانت بالفعل أقل من القوى العاملة. 

### الحملة الساحلية، 1915-1916
في 6 نوفمبر، نسفت الغواصة الألمانية يو 35 وأغرقت سفينة بخارية، إتش إم إس تارا، في خليج السلوم. عندما ظهرت يو 35 أغرقت زورق حربي لخفر السواحل، آباس، وألحقت أضرارًا بالغة بنور البحر بواسطة المدافع. في 14 نوفمبر، هاجمت السنوسية موقعًا مصريًا في السلوم وفي ليلة 17 نوفمبر، أطلق حزب السنوسية هجومًا على السلوم بينما قام حزب آخر بقطع خط التلغراف على الساحل. وفي الليلة التالية احتلت دير في سيدي براني، الذي يبعد عن السلوم 48 ميل (77 كم)، من خلال 300 محافظ وفي ليلة 19 نوفمبر، قُتل عنصر من خفر السواحل. وفي 20 نوفمبر تعرض موقع مصري لهجوم، على بعد 30 ميل (48 كم) شرق السلوم. انسحب البريطانيون من السلوم إلى مرسي مطروح، على بعد 120 ميل (190 كم) أقصى الشرق، والتي كان لديها أفضل المرافق اللازمة للقاعدة واستُحدثت قوة الحدود الغربية (بقيادة اللواء إيه والاس).  في 11 ديسمبر، تعرض رتل بريطاني أُرسل إلى دوار حسين لهجوم على طول مسار مطروح السلوم في معركة وادي سنبا، وأخرجت السنوسية من الوادي. استمر الاستطلاع وفي 13 ديسمبر في وادي حشفيات، تعرض البريطانيون للهجوم مرة أخرى واحتُجزوا إلى أن دخل سلاح المدفعية في الظهيرة وأجبروا السنوسية على التراجع.
عاد البريطانيون إلى مطروح حتى 25 ديسمبر، ثم تقدموا ليلًا لمفاجأة السنوسية. في معركة وادي ماجد، هُزم السنوسية لكنهم تمكنوا من الانسحاب إلى الغرب. عثر الاستطلاع الجوي على المزيد من معسكرات السنوسية بالقرب من مطروح في حلزين، والتي تعرضت للهجوم في 23 يناير، في معركة حلزين. تراجعوا السنوسية ببراعة وحاولوا بعد ذلك تطويق الأجنحة البريطانية. طُرد البريطانيون إلى الجوانب حيث تقدمت المجموعة الرئيسية وهزمت النقطة الرئيسية للسنوسية، الذين تمكنوا من الانسحاب مرة أخرى. في فبراير 1916، عُززت قوة الحدود الغربية وأُرسلت قافلة بريطانية غربًا على طول الساحل لإعادة الاستيلاء على السلوم. اكتشف الاستطلاع الجوي معسكرات سنوسية في أغاجيا، التي تعرضت للهجوم في هجوم أكاجيا في 26 فبراير. هُزم السنوسية ثم اعترضهم دورسيت يومانري أثناء انسحابهم. فقد البريطانيون نصف خيولهم و 58 من أصل 184 رجلًا، لكنهم منعوا السنوسية من الهروب. قُبض على جعفر باشا، قائد القوات السنوسية على الساحل، وأُعيد احتلال السلوم من قبل القوات البريطانية في 14 مارس 1916، والتي اختتمت الحملة الساحلية.